# New Baltimore (Míchigan)
New Baltimore es una ciudad situada en el condado de Macomb, Míchigan, Estados Unidos. Tiene una población estimada, a mediados de 2022, de 12 005 habitantes.

## Geografía
La ciudad está ubicada en las coordenadas 42°41′07″N 82°44′16″O / 42.68528, -82.73778 (42.685306, -82.737649). Según la Oficina del Censo, tiene una superficie total de 17.43 km², de la cual 11.92 km² corresponden a tierra firme y 5.51 km² están cubiertos de agua.

## Demografía
Según el censo de 2020, en ese momento la localidad tenía una población de 12 117 habitantes. La densidad de población era de 1016.53 hab./km². El 90.47% de los habitantes eran blancos, el 2.57% eran afroamericanos, el 0.44% eran amerindios, el 0.82% eran asiáticos, el 0.03% eran isleños del Pacífico, el 0.42% eran de otras razas y el 5.25% eran de una mezcla de razas. Del total de la población, el 2.43% eran hispanos o latinos de cualquier raza.